# Eta de l'Escorpió
Eta de l'Escorpió (η Scorpii) és un estel de magnitud aparent +3,33 situada en la constel·lació de l'Escorpió. És l'estel més meridional dels qui formen la figura clàssica de la constel·lació, i no és visible per sobre de latitud 47ºN.
A diferència de molts dels estels de l'Escorpió, estels OB pertanyents a l'Associació estel·lar d'Scorpius-Centaurus, Eta de l'Escorpió és un estel molt més proper —distant 72 anys llum— de tipus espectral F5, catalogat indistintament com a gegant, subgegant o estel de la seqüència principal. La seva lluminositat, 17,5 vegades major que la lluminositat solar, i la seva temperatura superficial de ~ 6700 K, condueixen a un diàmetre 3,1 vegades més gran que el del Sol. Aquests paràmetres indiquen que Eta de l'Escorpió amb prou feines està iniciant la seva transformació en gegant; sembla que acaba de finalitzar la combustió del seu hidrogen intern, per la qual cosa en rigor s'ha de ser considerat com una veritable subgegant. Amb una massa de 1,7 masses solars, pot tenir una edat aproximada de 1800 milions d'anys.
Eta de l'Escorpió mostra una alta velocitat de rotació, igual o superior a 155 km/s, implicant un període de rotació de menys d'un dia. El camp magnètic estel·lar existent, conseqüència de la seva ràpida rotació, produeix l'escalfament de la seva corona, que emet raigs X. Té una metal·licitat comparable a la del Sol.